# Chloe (Name)
Chloe (auch Chloé, Chloë; dt. „die Grünende“) ist ein weiblicher Name, der ursprünglich als Beiname der griechischen Göttin Demeter, gewissermaßen als Beschützerin der jungen Saat gebraucht wurde.

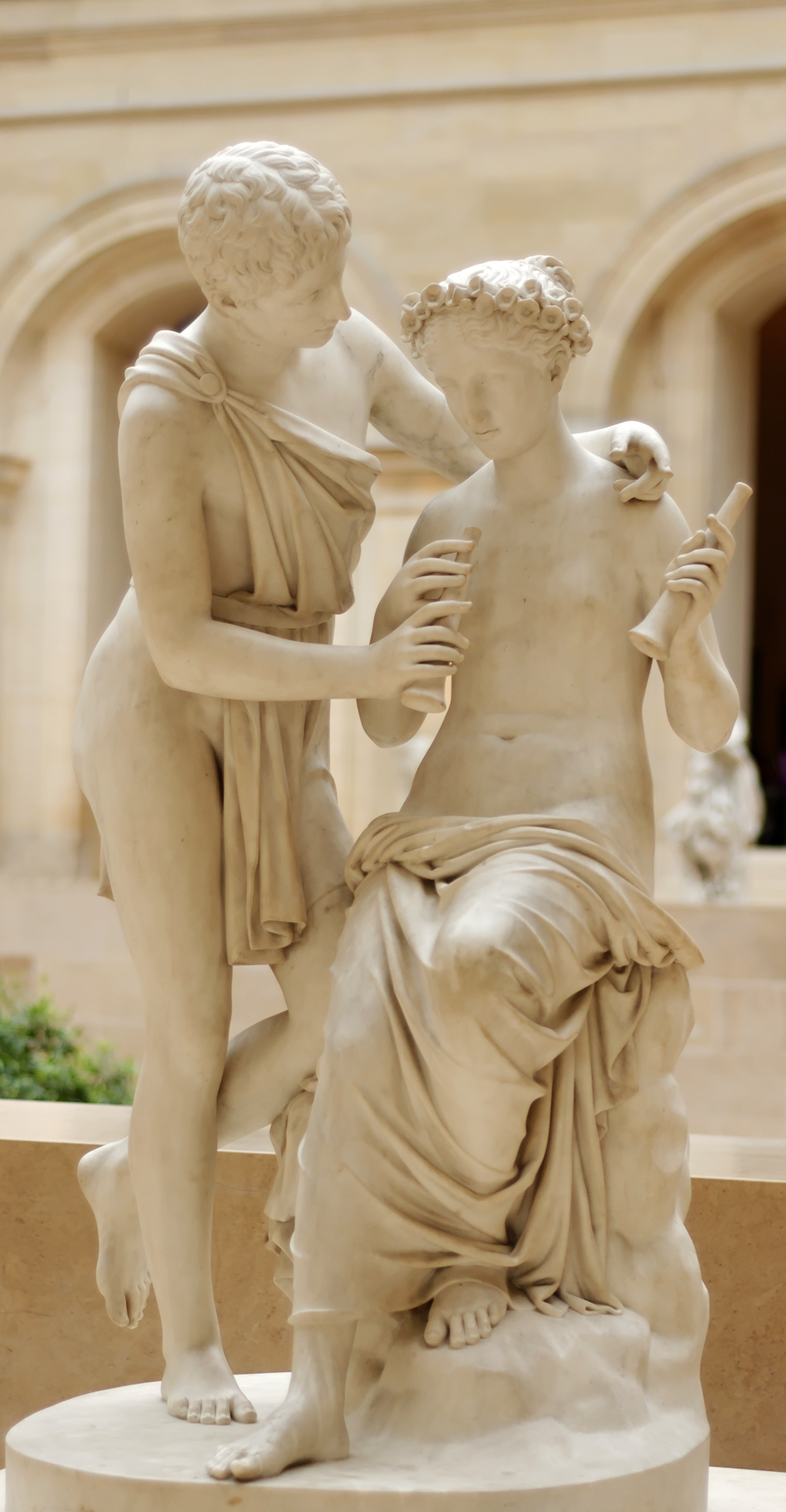
Jean-Pierre Cortot Daphnis und Chloe. Marmor. Louvre

Ihr zu Ehren wurde in Athen am 6. Thargelion (Ende Mai) ein Frühlingsfest (Chloeia) mit Widderopfern und amüsanten Spielen begangen. Ihr Tempel lag in der Nähe der Akropolis.
In die europäische Literaturgeschichte ging der Name ein als die weibliche Hauptperson in Longos’ spätrömischem Hirten- und Liebesroman Daphnis und Chloe.
Daher ist Chloe (auch Chloé) insbesondere in der französischen Dichtung auch der Name von Mädchen, besonders Schäferinnen in Schäfergedichten und Schäferromanen des Barock.

## Bekannte Namensträgerinnen

### Vorname
- Chloë (biblische Figur), 1 Kor 1,11
- Chloë Agnew (* 1989), irische Sängerin
- Chloe Arthur (* 1995), schottische Fußballnationalspielerin
- Chloe Bailey (* 1998), US-amerikanische Sängerin und Schauspielerin
- Chloe Beck (* 2001), US-amerikanische Tennisspielerin
- Chloe Bennet (* 1992), US-amerikanische Schauspielerin und Sängerin
- Chloe Birch (* 1995), englische Badmintonspielerin
- Chloe Bridges (* 1991), US-amerikanische Schauspielerin, Sängerin und Pianistin
- Chloé Bulleux (* 1991), französische Handballspielerin
- Chloé Chevalier (* 1995), französische Biathletin
- Chloe Covell (* 2010), australische Skateboarderin
- Chloé Dufour-Lapointe (* 1991), kanadische Freestyle-Skierin
- Chloé Dygert (* 1997), US-amerikanische Radsportlerin (Bahn und Straße)
- Chloe East (* 2001), US-amerikanische Schauspielerin
- Chloe Fineman (* 1988), US-amerikanische Schauspielerin, Synchronsprecherin und Comedienne
- Chloë Fox (* 1971), australische Politikerin
- Chloé Graftiaux (1987–2010), belgische Sportkletterin
- Chloë Hanslip (* 1987), US-amerikanische Violinistin
- Chloé Jouannet (* 1997), französische Filmschauspielerin
- Chloe Kelly (* 1998), englische Fußballspielerin
- Chloe Lang (* 2001), US-amerikanische Schauspielerin und Tänzerin
- Chloe Lattanzi (* 1986), US-amerikanische Sängerin und Schauspielerin
- Chloé Laurent (* 1981), französische Snowboarderin
- Chloe Logarzo (* 1994), australische Fußballspielerin
- Chloe Magee (* 1988), irische Badmintonspielerin
- Chloë Grace Moretz (* 1997), US-amerikanische Schauspielerin
- Chloe Mustaki (* 1995 in Lima, Ohio, USA) ist eine irische Fußballspielerin
- Chloe Neill (* 1975), US-amerikanische Schriftstellerin
- Chloé Obolensky (* 1942), Bühnen- und Kostümbildnerin
- Chloe Orkin (* 1970er), britische Medizinerin und Virologin
- Chloé Paquet (* 1994), französische Tennisspielerin
- Chloe Piene (* 1972), deutsch-amerikanische bildende Künstlerin
- Chloe Pirrie (* 1987), schottische Schauspielerin
- Chloë Sevigny (* 1974), US-amerikanische Schauspielerin
- Chloé Stefani (* 1981), französische Schauspielerin
- Chlöe Swarbrick (* 1994), neuseeländische Politikerin
- Chloé Trespeuch (* 1994), französische Snowboarderin
- Chloé Valentini (* 1995), französische Handballspielerin
- Chloe Webb (* 1956), US-amerikanische Schauspielerin
- Chloé Zhao (* 1982), chinesische Filmregisseurin

### Künstlername
- Chloe Bailey (* 1989), US-amerikanische Sängerin und Schauspielerin
- Chloé Delaume, (Pseudonym von Nathalie Dalain, * 1973), französische Schriftstellerin und Essayistin
- Chloe Jones (1975–2005), eigentlich Melinda Dee Taylor, US-amerikanische Pornodarstellerin
- Chloë des Lysses (* 1972), eigentlich Nathalie Boët, französische Pornodarstellerin und Fotografin
- Chloe Vevrier (* 1968), eigentlich Andrea Irena Fischer, deutsche Pornodarstellerin
- Chloe (Pornodarstellerin) (* 1971), eigentlich Chloe Hoffman, US-amerikanische Pornodarstellerin